# 波爾霍夫區
57°46′N 29°34′E / 57.767°N 29.567°E
波爾霍夫區（俄语：Порховский район），是俄羅斯的一個區，位於該國西北部，由普斯科夫州負責管轄，面積3,190平方公里，2010年人口21,568，人口密度每平方公里6.76人。